# Someș
Der Someș (deutsch Somesch, auch Samosch; ungarisch Szamos) ist ein Fluss in Rumänien und Ungarn.
An dem etwa 418 Kilometer langen Fluss liegen unter anderem die Städte Răstoci, Jibou, Ulmeni, Dej und Satu Mare. Am Oberlauf befinden sich einige sehr sehenswerte Mühlen.
Der Quellfluss Someșul Mare (Großer Somesch) entspringt im Rodnaer Gebirge. Gespeist wird er durch den Șieu (Schogen), in den zuvor die Bistrița (Bistritz) mündete. Bei Dej vereinigen sich Großer und Someșul Mic (Kleiner Somesch) zum Somesch.
Nach Dej durchfließt der Somesch das Somesch-Hochland, in dem zahlreiche Holzkirchen stehen, um dann Richtung Nordwesten bei Satu Mare Rumänien zu verlassen. Er mündet in Ungarn in die Theiß.
Der Fluss hat ein Einzugsgebiet von 15.015 km² und eine mittlere Wasserführung bei Satu Mare von 114 m³/s.
Der Someș war vom Cyanid-Unfall in Baia Mare vom 30. Januar 2000 betroffen.